# Pati Lor
Pati Lor is een bestuurslaag in het regentschap Pati van de provincie Midden-Java, Indonesië. Pati Lor telt 6896 inwoners (volkstelling 2010).